# Robert Kulpiński
Robert Stefan Kulpiński (ur. 9 grudnia 1881 w Berszadzie, zm. 22 czerwca 1941) – starosta w okresie II Rzeczypospolitej.

## Życiorys
W 1903 ukończył II Gimnazjum w Kijowie, w 1913 studia prawnicze na uniwersytecie w Kijowie. Od 1911 do końca 1912 i ponownie od stycznia 1915 do grudnia 1917 służył w armii rosyjskiej. Od 1917 do września 1921 pracował jako adwokat w Humaniu. W 1922 przyjechał do Polski.
W 1922 pracował początkowo w Urzędzie Patentowym w Warszawie, a od września 1922 do lipca 1927 w starostwie w Garwolinie, od lipca do listopada 1927 w starostwie w Siedlcach (był tam zastępcą starosty). Od maja 1928 pełnił stanowisko starosty powiatu skałackiego, z którego z dniem 4 września 1929 został mianowany starostą powiatu kamioneckiego i sprawował to stanowisko do kwietnia 1937. Od kwietnia 1937 sprawował urząd starosty powiatu zborowskiego i z tego urzędu we wrześniu 1937 został przeniesiony w stan nieczynny, a w marcu 1938 w stan spoczynku.